# Plopsaland Deutschland
Plopsaland Deutschland (voorheen Holiday Park Germany), is een attractiepark gelegen in Haßloch in de Duitse deelstaat Rijnland-Palts. Het maakt sinds 2010 deel uit van de pretparken van de Plopsa-groep.

## Geschiedenis

#### Familie Schneider
In 1970 kocht de familie Schneider het Märchenwald Haßloch, een sprookjesbos. De familie had al meerdere generaties een Liliputan Circus, waarbij mensen konden kijken naar andere mensen met dwerggroei. Met de aankoop kon de familie het circus een vaste plaats geven en het hernieuwde park ging in 1971 open met de Liliputaner-stadt, een dolfijnenshow, een wildemuisachtbaan en het sprookjesdorp. Het park werd in 1973 omgedoopt tot Holiday Park. Aanvankelijk besloeg het grondoppervlak van het park 70.000 m², wat tegenwoordig is gegroeid naar 400.000 m². Het park groeide in de decennia dat het onder leiding stond van de familie Schneider uit tot het zevende attractiepark van Duitsland. Onder leiding van de familie opende de eerste Rapid River en vrijevaltoren van Duitsland. In het najaar van 1996 werd de Liliputaner-stadt gesloten.

#### Plopsa
In november 2010 kondigde Plopsa aan Holiday Park over te nemen. Na de overname van het park werden verschillende personages van E.M. Entertainment - zoals Maya de Bij, Tabalugas en Wicky de Viking - geïntroduceerd, E.M. Entertainment is sinds 2008 onderdeel van Studio 100. Met de komst van de Studio 100-personages in 2011 verdween de oude parkmascotte Holly de papegaai stapsgewijs uit het park, hij maakte echter een rentree in 2016 bij het 45-jarig bestaan van het park. Bij de overname kondigde Plopsa aan in een periode van 4 jaar € 25 miljoen te investeren in het park. Zo kreeg het park een vernieuwd entree in 2011, een Majaland in de buitenlucht met restaurant in 2012/2013, de achtbaan Sky Scream van Premier Rides en een herthematisering van Teufelsfässer naar Wicky de Viking in 2014 en Sky Fly in 2015.
In 2018 opende het park voor € 10 miljoen Holiday Indoor - een overdekte hal met een theater en 7 attracties - gethematiseerd naar Heidi, Tabaluga en Mia&Me. Met de opening van de overdekte hal wil Plopsa het park laten doorgroeien naar een jaaropening.

## Toekomst
Plopsa kondigde in 2019 om over een periode van 5 jaar wederom € 25 miljoen te investeren in het park, hiermee willen ze het park omvormen tot een meerdaagse bestemming met meer dan 1 miljoen bezoekers per jaar. Onderdeel van het plan is om de Rapid River om te vormen naar Dino Splash in 2020, het bouwen van een vikingdorp met een Splash Battle & Disco Coaster in 2021 en het openen van een hotel in 2024.
Daarnaast heeft Plopsa de wens om een Plopsaqua te openen. Hiervoor zocht het park toenadering tot de gemeente Haßloch om dit gezamenlijk met hun te doen, vergelijkbaar met hun waterparken in België. Het voorstel werd echter weggestemd door de bevolking in een referendum. Plopsa heeft daarna een aangepast voorstel ingediend, maar ook dit plan kon niet op een meerderheid rekenen. In een interview met Plopsa Fans gaf Steve van der Kerkhof (CEO Plopsa) aan nog steeds de wens te hebben voor een waterpark, maar dat de groep op dat moment de focus op het in 2018 geopende indoor park legt.
In maart 2025 kondigde het park groot masterplan aan met nieuwe attracties, shows en het eerder aangekondigde waterpark Plopsaqua Haßloch. Voor het masterplan is een investering van €100 miljoen gepland. Onderdeel van dit plan is het wijzigen van de naam van het park van Holiday Park Germany naar Plopsaland Deutschland, vanaf 28 juni 2025.

## Attracties

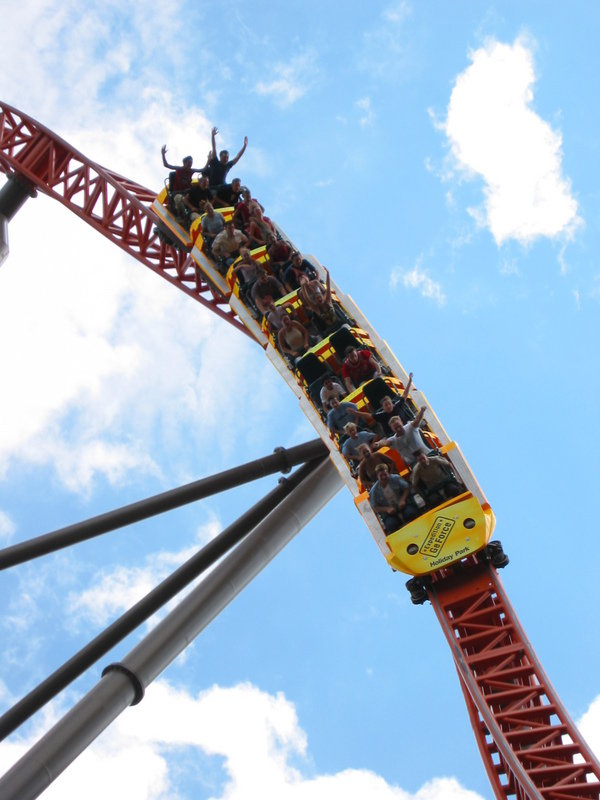
Expedition GeForce

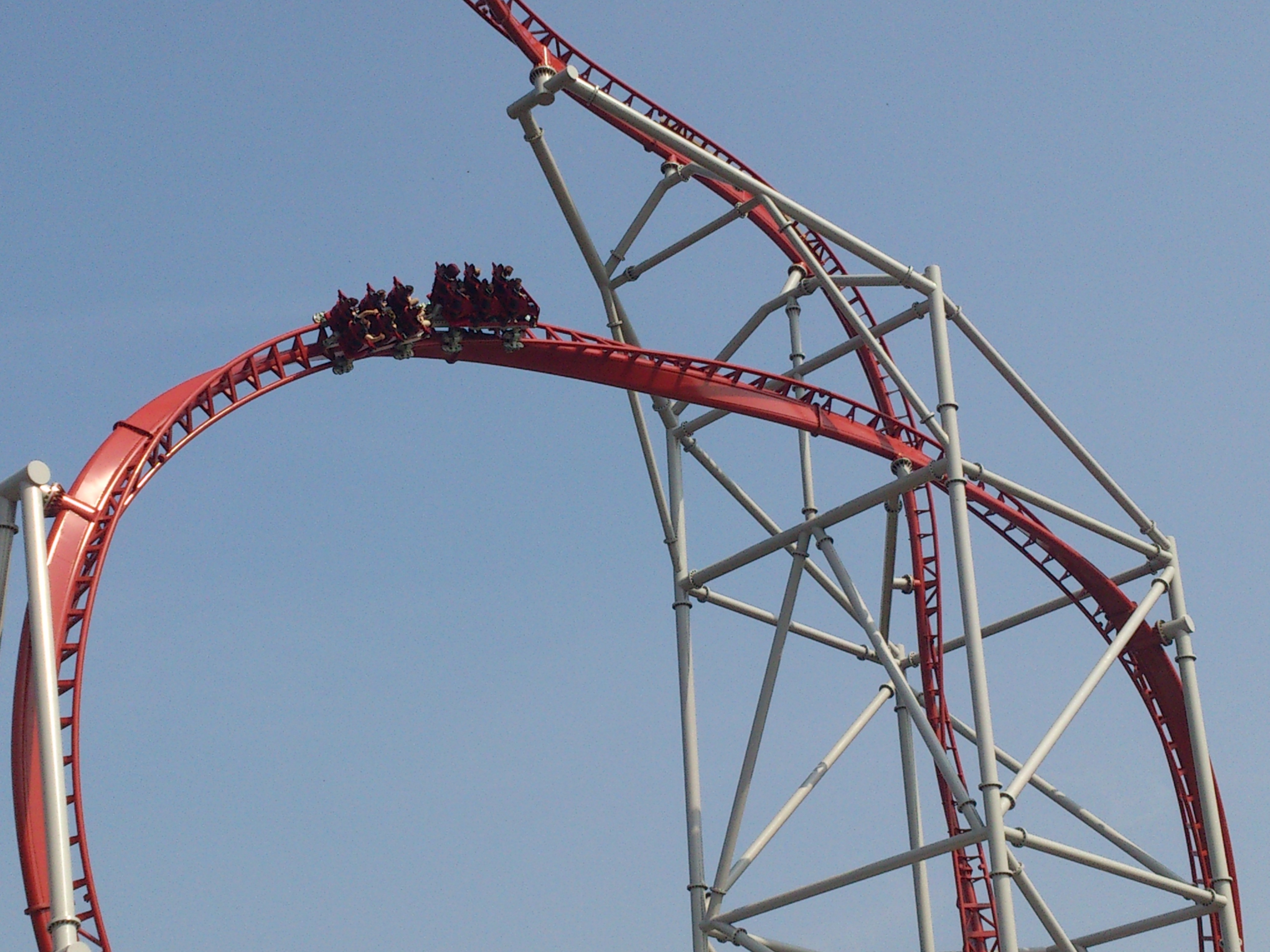
Sky Scream

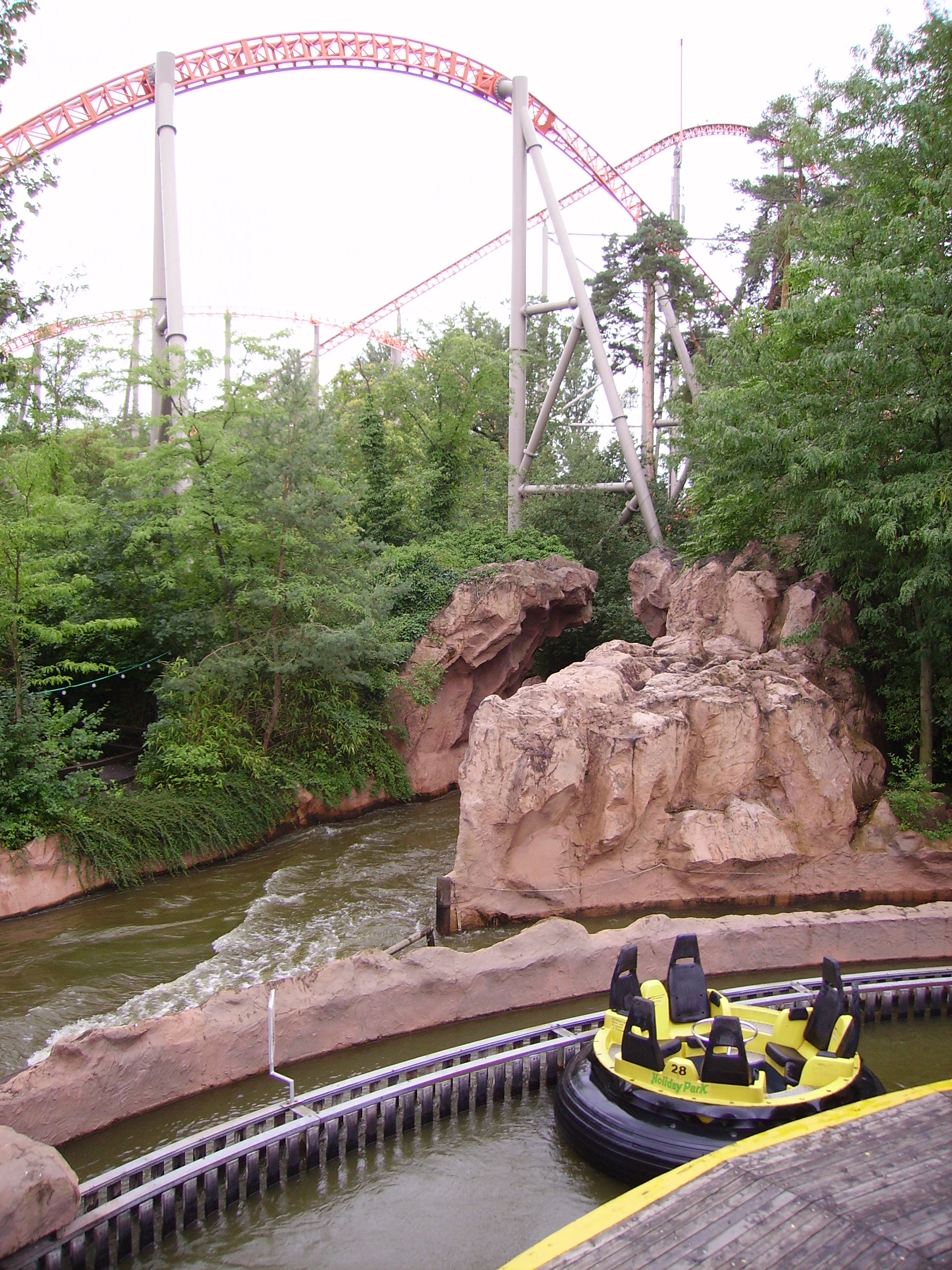
Rapid River voor de omvorming naar DinoSplash

Het park heeft 40 attracties verdeeld over een indoor en outdoor gedeelte.
Holiday Indoor
- Tabalugas Achterbahn een indoorachtbaan uit 2018, gebouwd door Zierer. De achtbaan is 222 meter lang, 9 meter hoog en heeft een Tabaluga thema.
- Riesenrutsche
- Mias Elfenfung
- Heidis Spielplatz
- Bällchenbad
- Bauernhof Karussel
- Abenteuerwald
- Theater

Outdoor
- Sky Scream een stalen achtbaan uit 2014, gebouwd door Premier Rides. De achtbaan is 263 meter lang en 45,7 meter hoog met 1 inversie.
- BigFM Expedition GeForce een stalen achtbaan uit 2001, gebouwd door Intamin AG. De achtbaan is 1.220 meter lang en 53 meter hoog.
- DinoSplash
- Antikes Pferdekarussell
- Balloon Race
- Beach Rescue
- Beach Spielplatz
- Bienchenwirbel
- Blumenturm
- Burg Falkenstein
- Die Frösche
- Fischerboote
- Flip, der Grashüpfer
- Free Fall Tower
- Laras Marienkäferflug
- Lighthouse Tower
- Majas Blütensplash
- Majas Spielplatz
- Mini-Cars
- Red Baron
- Rieseneimer
- Schmetterlingsflug
- Sky Fly
- Spielplatz GeForce
- Spielplatz Ahoi
- Sturmschiff
- Tanzende Fontänen
- Verrückter Baum
- Wellenflug
- Wellenhopser
- Wickie Splash
- Wilis Flossfahrt

### Verdwenen attracties
- Tour des Fleurs (2010)
- Tanzender Pavillon (2011)
- City-Jet (2011)
- Tretboote (2012)
- SuperWirbel (2013)
- Bounty Tower (2015)
- Spinning Barrels (2015)
- Holly's Wilde Autofahrt (2017)
- Tabalugas Abenteuer (2018)
- Holly’s Fahrschule (2019)

## Trivia
- De Plopsa-groep deed in 2013 een bod op het Amerikaanse presidentsvliegtuig Air Force One om deze te plaatsen in het park. Het bod werd echter afgewezen aangezien het vliegtuig de Verenigde Staten niet mocht verlaten.[13]
- De achtbaan BigFM Expedition GeForce heeft meerdere prijzen ontvangen, waaronder meerdere keren de Golden Ticket Award voor beste achtbaan van Europa van magazine Amusement Today en meermaals de titel beste achtbaan van de wereld via Internet Coaster Poll.[14]